# Aubigny-au-Bac

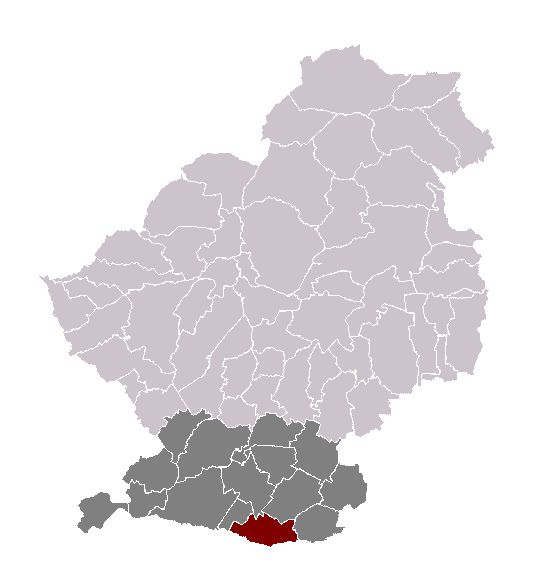
Localització d'

Aubigny-au-Bac és un municipi francès, situat a la regió dels Alts de França, al departament del Nord. L'any 2006 tenia 1.023 habitants. Limita al nord amb Bugnicourt, al nord-est amb Fressain, a l'est amb Féchain, al sud-est amb Fressies, al sud amb Aubencheul-au-Bac, al sud-oest amb Oisy-le-Verger i a l'oest amb Brunémont.
Pertanyia als Països Baixos espanyols fins al Tractat dels Pirineus el 1659.

## Demografia
| 1962                                       | 1968  | 1975  | 1982  | 1990  | 1999  | 2006  | 2019  |
| ------------------------------------------ | ----- | ----- | ----- | ----- | ----- | ----- | ----- |
| 1.065                                      | 1.063 | 1.077 | 1.022 | 1.018 | 1.048 | 1.023 | 1.166 |
| Des de 1962: població sense dobles comptes |       |       |       |       |       |       |       |